# Cinturó de castedat

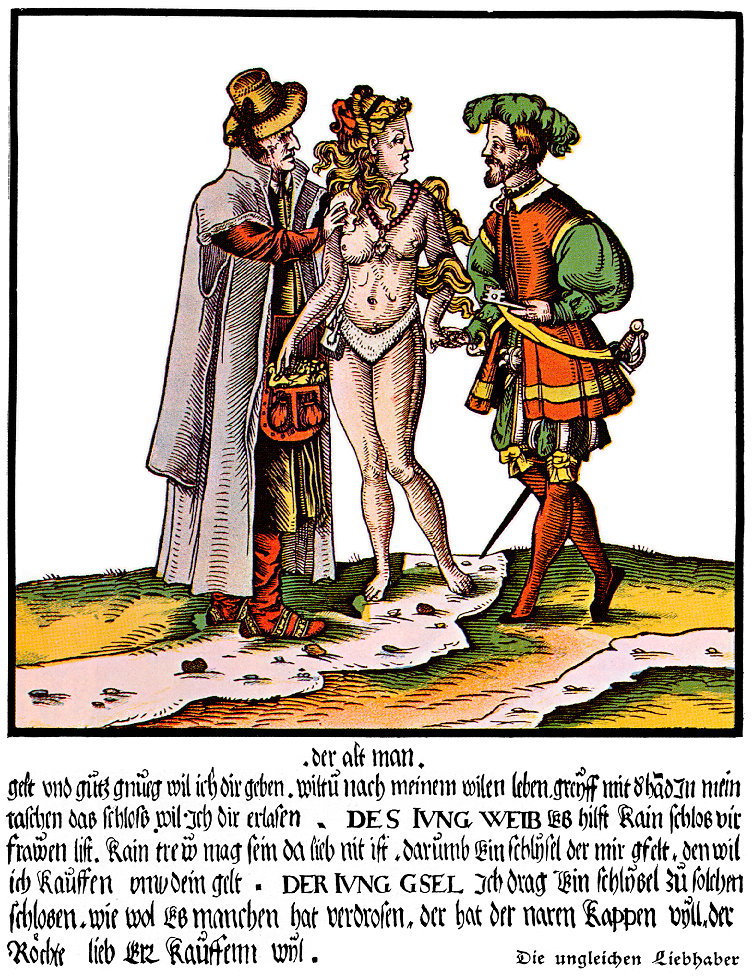
Xilografia satírica alemanya - s.XVI

Un cinturó de castedat és una mena de braguer de ferro, amb un forrellat, que suposadament s'obligava a portar a algunes dones a l'edat mitjana per evitar les infidelitats sexuals o en certs casos extrems, els pares d'algunes famílies els feien portar als seus fills i filles per mantenir-los verges fins que es casessin.
De fet, no hi ha proves creïbles que existissin els cinturons de castedat abans del segle xv (més d'un segle després de l'última croada a l'Orient Mitjà), i el seu període principal d'ús aparent es troba dins del renaixement més que a l'edat mitjana. Investigacions recents sobre la història del cinturó de castedat suggereixen que no es van usar fins al segle xvi, i només en comptades ocasions. Es van fer àmpliament disponibles en forma de dispositius mèdics anti-masturbació al segle xix.
La seva funcionalitat es basa en el fet que, un cop tancat el cadenat i retirada la clau, no és possible que un home introdueixi el penis a la vagina de la dona, per la presència de pues al cinturó al nivell on aquesta es troba, per la qual cosa constitueix un bloqueig per practicar el coit.

## Història

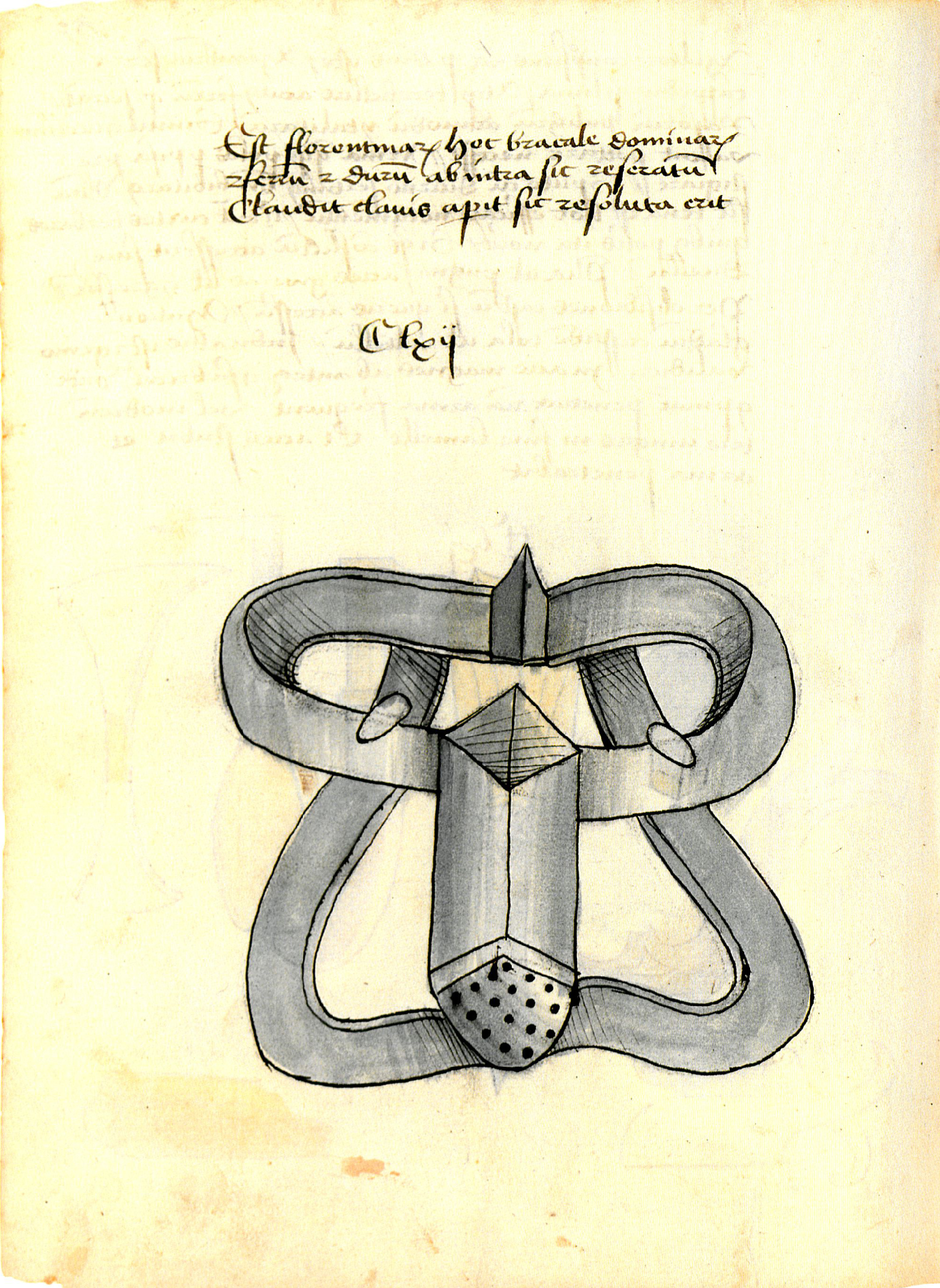
Croquis al Bellifortis fol. 270 (ca. 1405)

Gregori el Gran, Alcui de York, Bernard de Clairvaux i Nicholas Gorranus van fer referències sobre els "cinturons de castedat" en els seus discursos exhortatoris i públics, però podria tractar-se d'un sentit figuratiu o metafòric dins del seu context històric.
La primera menció real detallada del que podria interpretar-se com "cinturons de castedat" a Occident és a l'obra Bellifortis de 1405 de Konrad Kyeser von Eichstätt, que descriu la tecnologia militar de l'època. El llibre inclou un dibuix que acompanya el text llatí : ""Est florentinarum hoc bracile dominarum ferreum et durum ab antea sic reseratum.". ("Aquestes són calces de ferro dures de dones florentines que es tanquen al front"). El cinturó en aquest dibuix és descrit per Dingwall com "complicat i pesat", tenint "poc en comú amb els models posteriors que van servir per al mateix ús ".
El 1889, Anton Pachinger, un col·leccionista alemany d'antigüitats, va trobar un cinturó de cuir i ferro, a Linz, Àustria, a una tomba sobre un esquelet d'una dona jove. La dona va ser enterrada al segle xvi. Pachinger, però, no va poder trobar cap registre de l'enterrament de la dona als arxius de la ciutat. El propi cinturó, juntament amb la resta de la col·lecció de Pachinger, s'ha perdut.
A partir del segle xviii i fins a la dècada de 1930, la masturbació va ser àmpliament considerada perjudicial en la medicina occidental. Es poden trobar nombroses mencions en revistes mèdiques del moment de l'ús de dispositius de cinturó de castedat per evitar la masturbació entre les nenes i adolescents, així com a les dones adultes. Molts dissenys per a dispositius anti-masturbació van ser presentats a l'Oficina de Patents dels EUA fins a principis de la dècada de 1930, quan es va considerar que la masturbació no era la causa de problemes de salut mental.
Apart d'aixó, algunes dones treballadores del segle xix podrien haver usat cinturons de castedat per motius de protecció, com un "escut de violació" per obstruir l'assalt sexual de caps predatoris o col·legues masculins; Les corretges no es van usar durant molt temps sense interrupcions, però, atès que les raons sanitàries i d'higiene ho van impedir abans de la moderna invenció de cinturons d'acer inoxidable.

## Controvèrsia

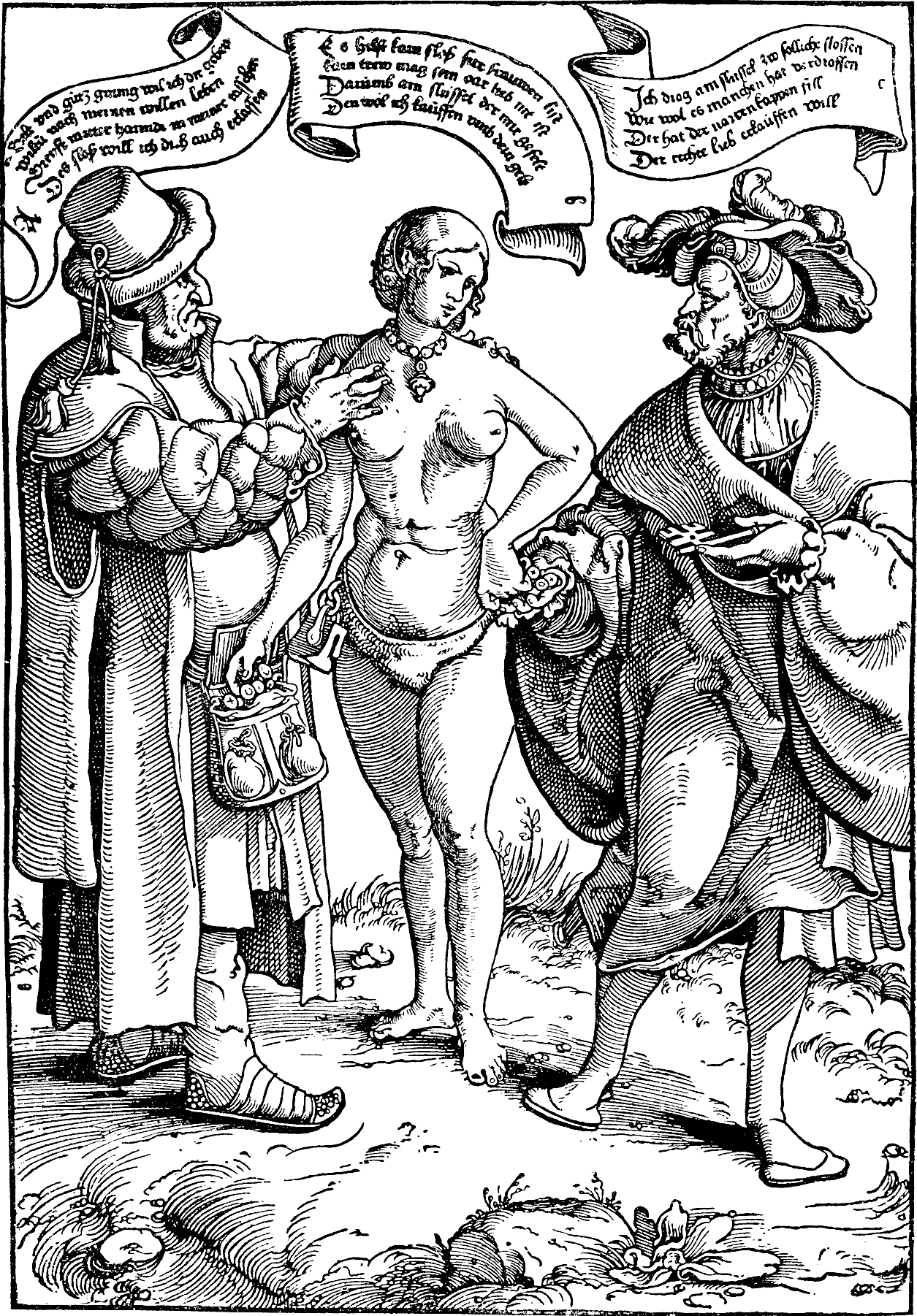
Gravat satíric de 1640

Polidoro argumenta que les referències de Kyeser estan destinades a ser "humorístiques o iròniques" i respecte al disseny de Bellifortis diu que no se'n ha trovat cap prova existent, que hagi perdurat, ni documents posteriors que el corroborin. Respecte als relats de Dingwall sobre l'ús dels cinturons de castedat per alguns homes rics dels segles xvi i xvii per assegurar la fidelitat de les seves dones sovint molt més joves han de ser tractats críticament, a causa de l'absència d'artefactes existents d'aquesta naturalesa d'aquest període històric en qüestió, així com la manca d'accés a registres històrics contemporanis més detallats.
S'han exhibit dos cinturons de castedat al Musée de Cluny de París. El primer, un senzill cèrcol i placa de ferro cobert de vellut, va ser suposadament portat per Caterina de Medici. L'altre, que va ser usat per Anna d'Àustria, consta d'un parell de plaques articulades sobre la cintura per corretges metàl·liques, amb figures d'Adam i Eva gravades íntimament. Hi ha altres cinturons al "Germanisches Nationalmuseum de Nuremberg" i al "British Museum" de Londres. Alguns s'han retirat de la vista del públic, quan es va posar en dubte l'autenticitat "medieval" d'aquests cinturons.
Alguns historiadors contemporanis no accepten com a proves de la seva existència els dibuixos en els "manuscrits autèntics" del segle xv ni els "gravats autèntics" del segle xvi, ni els "olis autèntics" del segle xvii, dient que aquests suposats "artefactes" són, com a molt antics, del segle xix. Cal tenir en compte que no s'ha pogut demostrar que els exemplars de cinturons de castedat "antics" dels museus europeus tinguin una data d'abans de finals del segle xvi o principis de segle xvii, mentre que d'alguns s'ha demostrat que eren falsificacions del segle XIX
Altres autors, tot i negant la seva existència, diuen que d'haver existit no haurien pogut usar-se més d'unes hores, o pel cap alt, un parell de dies, ja que d'altra forma, la dona que l'hagués pogut portar hauria mort víctima de les infeccions, abrasions i laceracions provocades pel contacte de la pell amb el metall.

## En l'actualitat
En l'actualitat segueixen existint en forma de joguines eròtiques.

## Galeria

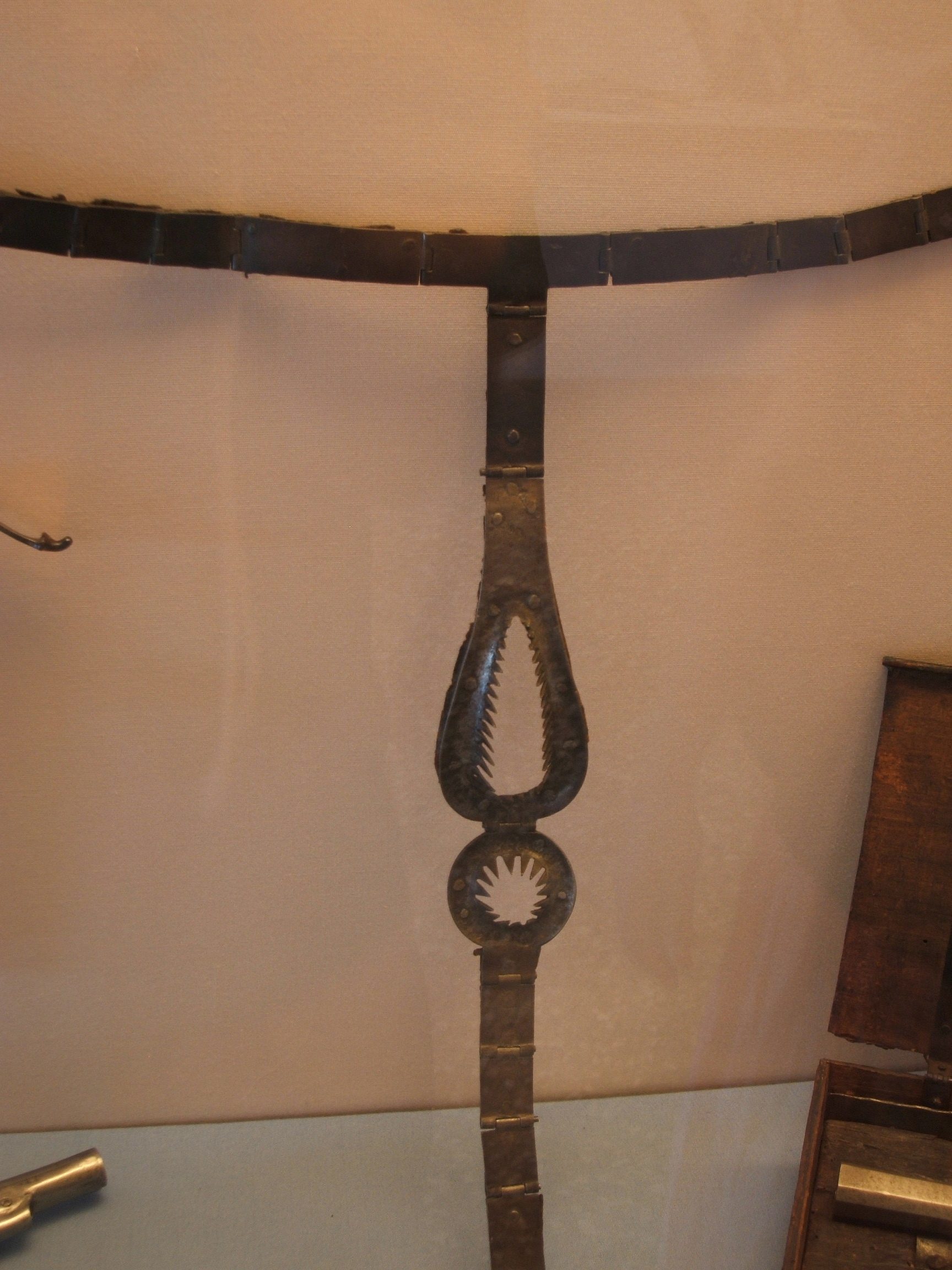
Cinturó de castedat venecià, s.VI-XVII?
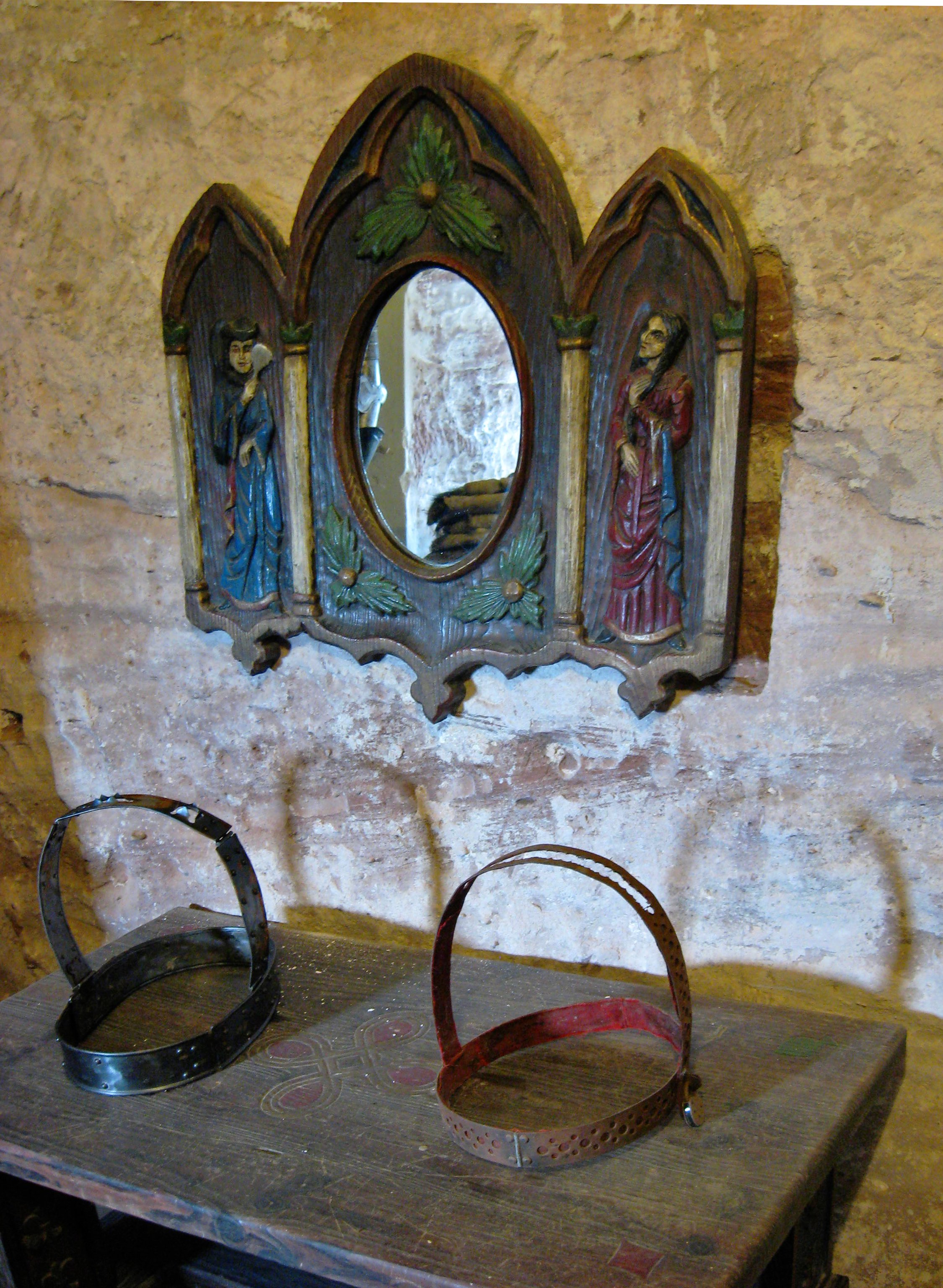
Cinturons de BurgBerwartstein
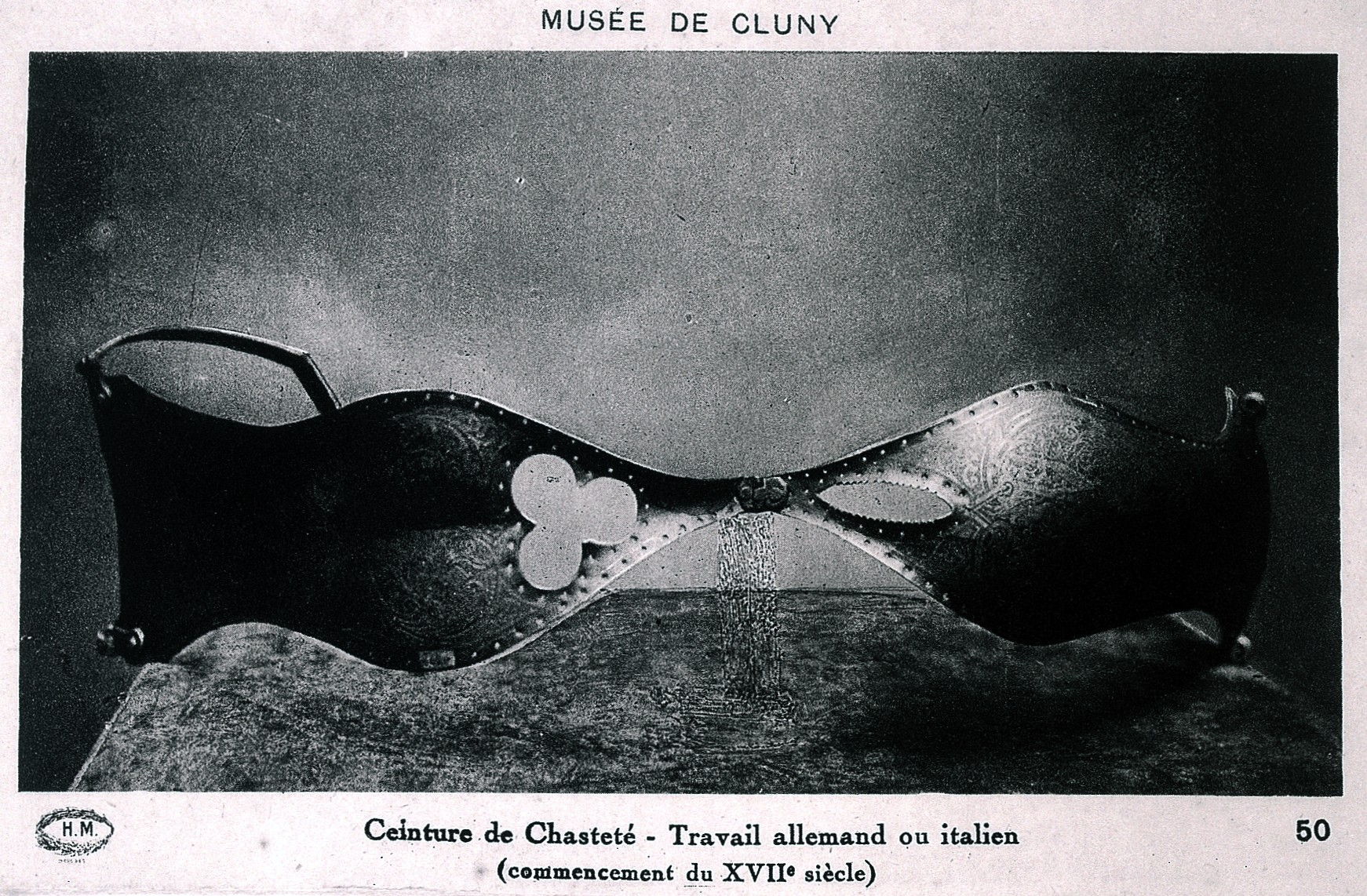
Cinturó de castedat Alemany o Italià, s.XVII
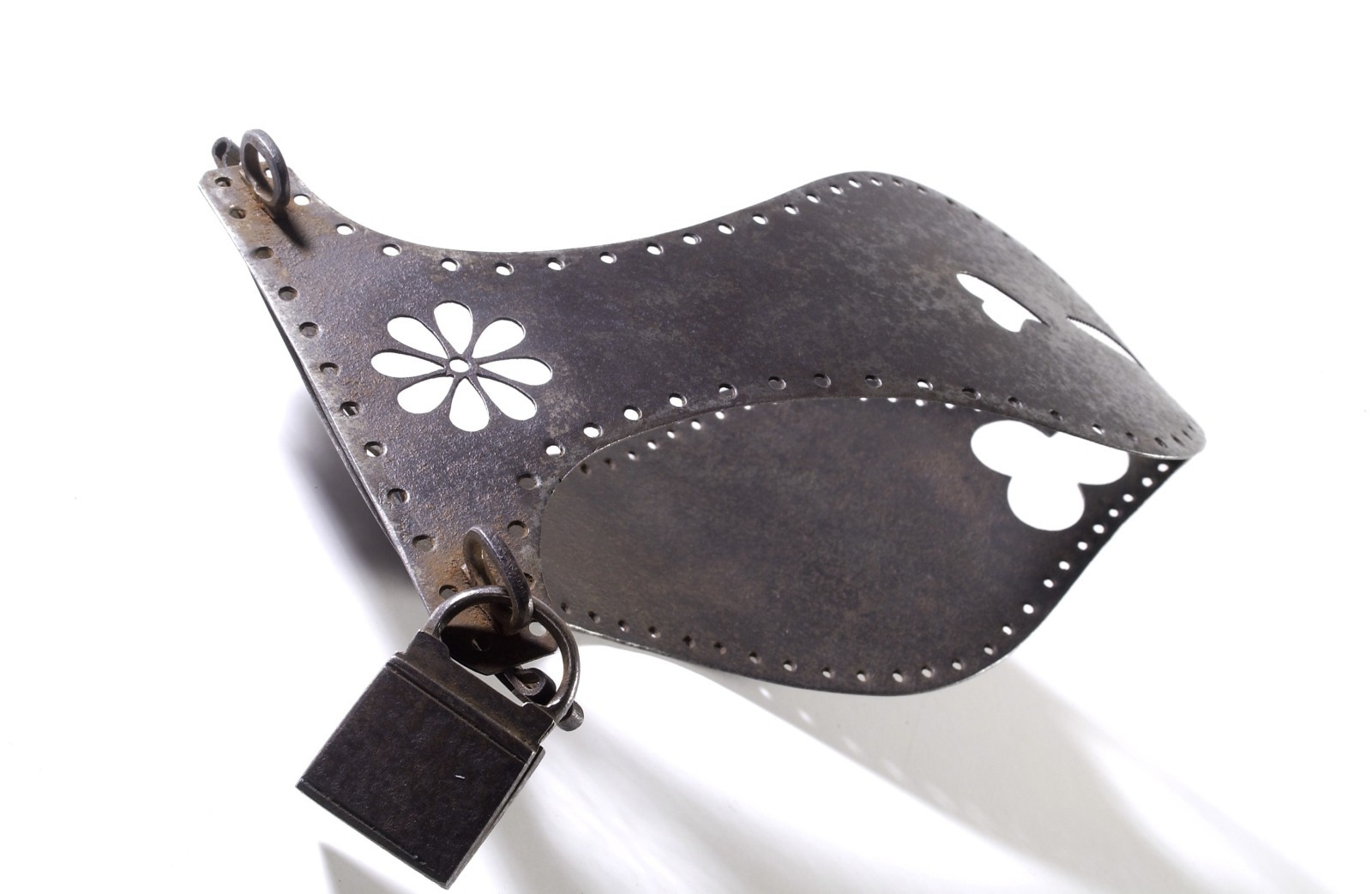
Cinturó de castedat, s.XVII
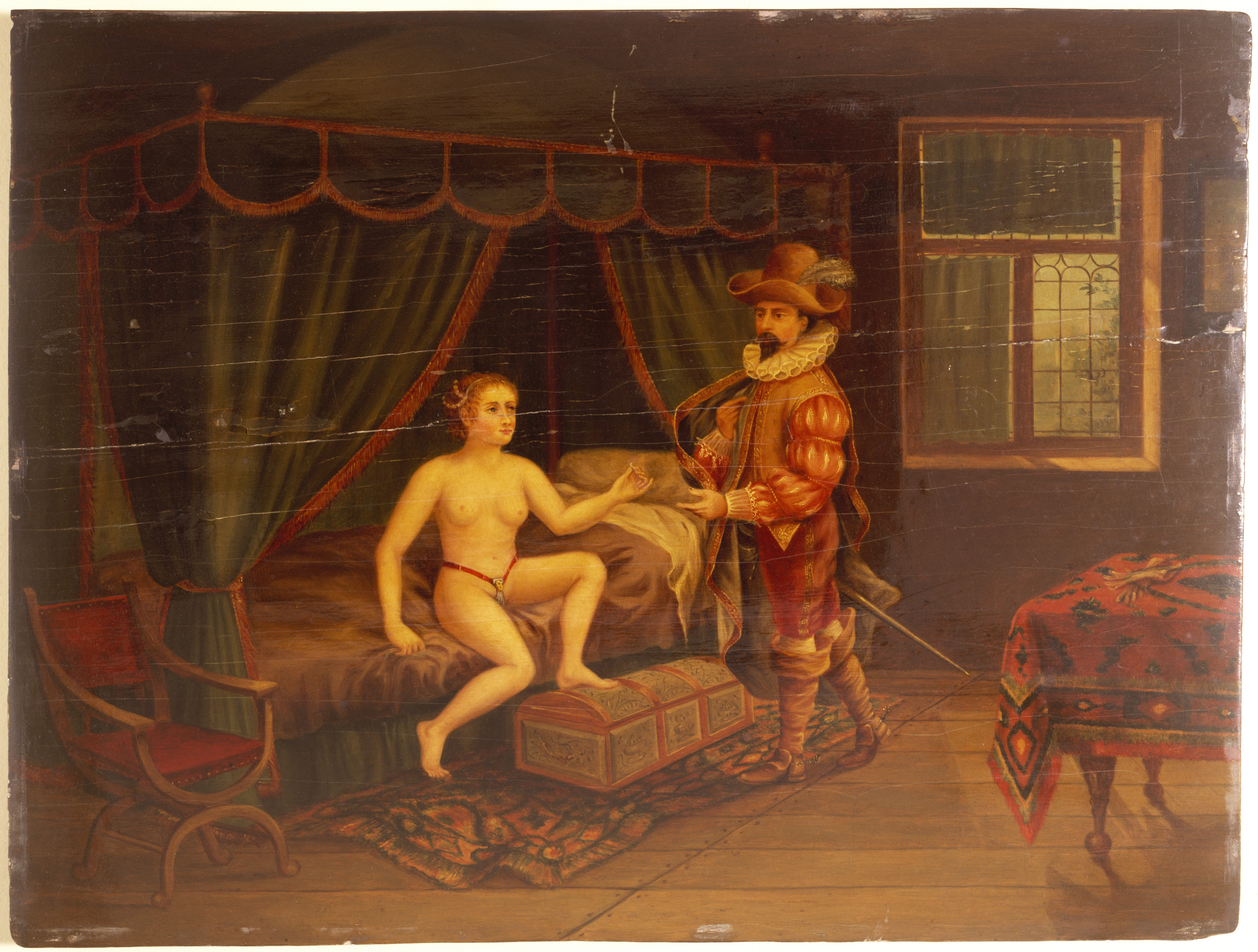
Oli amb un cinturó de castedat, 1600
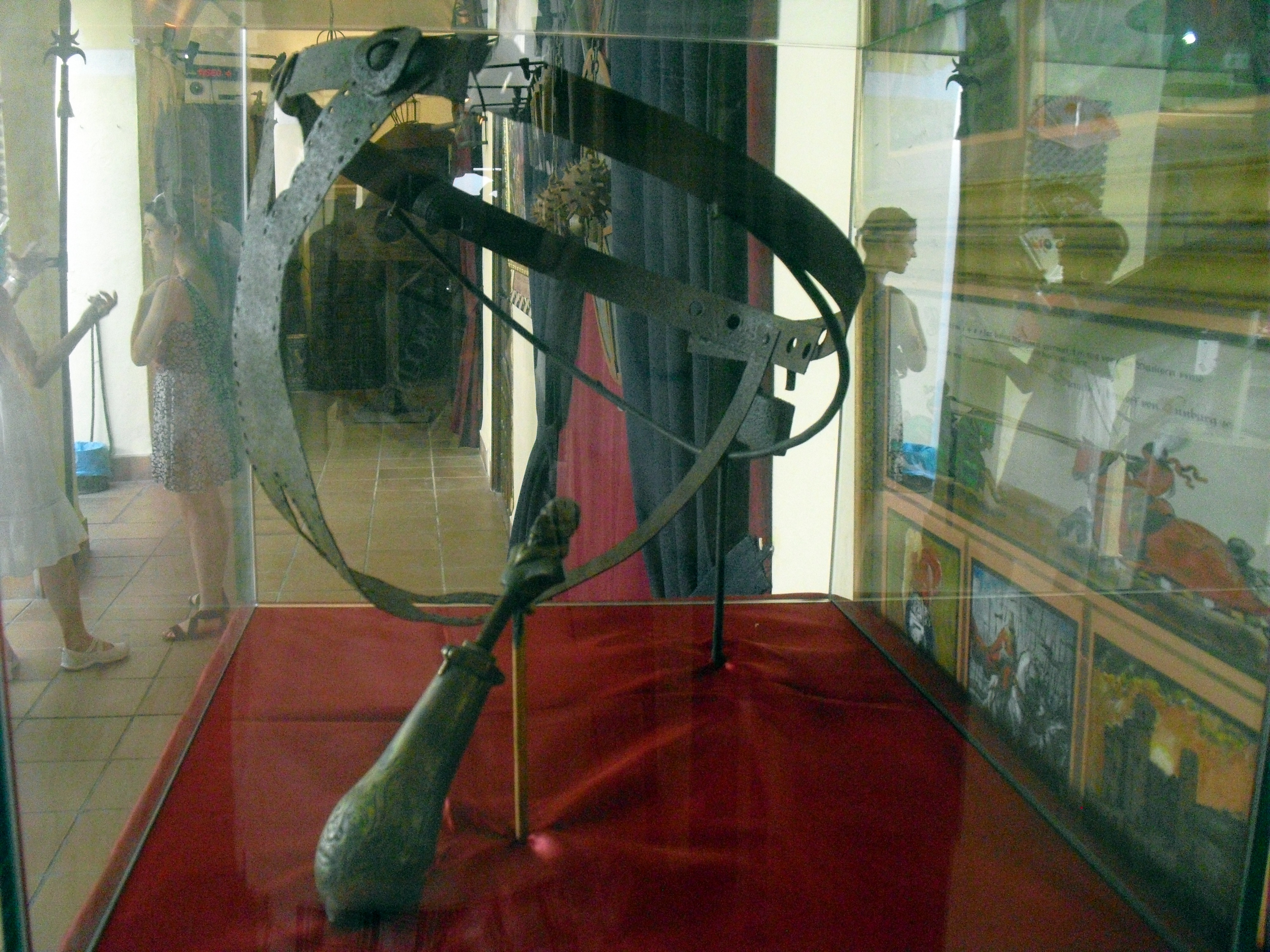
Cinturó de castedat conservat per la Inquisició